# Шаван, Аннетте
Аннетте Шаван (нем. Annette Schavan; род. 10 июня 1955, Йюхен, Северный Рейн-Вестфалия, ФРГ) — немецкий политик, член ХДС, федеральный министр образования и исследований Германии с 22 ноября 2005 года по 9 февраля 2013 года.
Училась в Боннском и Дюссельдорфском университетах, где изучала педагогику, философию и католическую теологию.
В 1995—2005 годах занимала должность министра культуры, молодёжи и спорта земли Баден-Вюртемберг. В 2005 году была претендентом на должность премьер-министра земли Баден-Вюртемберг после отставки Эрвина Тойфеля, однако новым премьер-министром стал Гюнтер Эттингер. После парламентских выборов 2005 года стала федеральным министром образования и исследований Германии, сменив на этом посту представителя СДПГ Эдельгард Бульман.

## Обвинения в плагиате
В 2012 году анонимный блогер обнаружил плагиат в диссертации Шаван на звание доктора философии. Диссертация, озаглавленная «Личность и совесть — Исследования предпосылок, необходимости и требований в современном формировании совести», была защищена в 1980 году на философском факультете Дюссельдорфского университета. Университет проводит расследование этих обвинений. Утверждается, что, как и в обнаруженном ранее плагиате в диссертации министра обороны Карла-Теодора цу Гуттенберга, почти в 100 случаях выявлено перефразирование внешних источников без ссылок на них.
6 февраля 2013 года она была лишена учёной степени доктора философских наук за плагиат. В связи с обвинениями в плагиате Шаван подала прошение об отставке с поста министра образования. 9 февраля 2013 года канцлер Германии Ангела Меркель приняла отставку Шаван.